# Diageo
Diageo plc (произнася се Диаджио) е британска компания, най-големият световен производител на алкохолни напитки от клас премиум. Седалището ѝ се намира в Лондон.
Компанията е образувана през 1997 г. в резултат от сливането на Guinness Grand Metropolitan plc. и Guinness plc. Названието на компанията е разработено от английската рекламна агенция Wolff Olins и произлиза от на латински: dia – „ден“ и гръцкият корен geo – „свят, земя“ и препраща към слогана на компанията „Празнуване на живота, всеки ден, навсякъде“.

## Дейност
Основните търговски марки на компанията са уискитата Johnnie Walker, J&B, White Horse и Crown Royal, водката Smirnoff, ликьорът Baileys, ромът Captain Morgan, джинът Gordon's, бирата Guinness.
8 от 20-те най-продавани алкохолни брандове в света принадлежат на Diageo.
До 2002 г. Diageo притежава и мрежата ресторанти за бързо хранене Burger King.
Общият брой на персонала е над 25 000. Чистият приход – 9,936 млрд. GBP (за 2011 финансова година).
През юни 2009 г. китайският държавен фонд China Investment Corporation (CIC) купува 1,1% от акциите на компанията Diageo. Частта на CIC се оценява на $365 млн.
През октомври 2021 г. Diageo обяви плановете си да инвестира 500 милиона долара за разширяване на производството си в Мексико за категорията текила. Изграждането на новите съоръжения в Халиско, Мексико се очаква да започне през 2021 г.

## Брандовете на Diageo
- Бира: Guinness, Tusker, Smithwick's, Red Stripe, Harp Lager, Kilkenny, Kaliber (безалкохолна), Windhoek
- Шотландско уиски: Johnnie Walker, Buchanan's, Cardhu, Justerini & Brooks (J&B), Bell’s, Black & White, White Horse, Logan, Caol Ila, Vat 69, Oban, Talisker, Lagavulin, Glen Ord, Glenkinchie, Dalwhinnie, Cragganmore, Singleton, Haig, Royal Lochnagar, Glen Elgin, Knockando, The Dimple Pinch
- Водка: Smirnoff, Cîroc, Silent Sam, Popov, Ketel One
- Джин: Gordon’s, Tanqueray, Booth’s, Nolet’s Gin
- Бренди: Gilbey’s
- Ром: Captain Morgan, Bundaberg, Pampero, Cacique, Myers', Zacapa
- Бърбън: Bulleit
- Канадско уиски: Crown Royal, Seagram's
- Ирландско уиски: Rowson's Reserve
- Американскио уиски: George Dickel
- Шнапс: Black Haus, Goldschläger, Rumple Minze
- Текила: Don Julio
- Байцзю: Shui Jing Fang
- Смесени напитки: José Cuervo Authentic & Golden Margaritas, Archers, Pimm's, Jeremiah Weed, Smirnoff Cocktails
- Ликьор: Baileys, Sheridans, Yukon Jack, Godiva, Grand Marnier
- Вина: Sterling Vineyards, Beaulieu Vineyard, Chalone, Piat d’Or, Blossom Hill, Canoe Ridge Vineyard, Acacia, Moon Mountain, Dynamite, Provenance Vineyards, Hewitt Vineyard, Rosenblum and Navarro Correas.